# Lista de partidos políticos no México
O México é uma país pluripartidário, mas há apenas três partidos de grande expressão nacional. Atualmente o Instituto Nacional Eleitoral reconhece 10 partidos políticos de atuação em todo o território mexicano. No México há diferenciação entre os partidos de atuação nacional, ou seja, com representação no Congresso, e os partidos de atuação local. Geralmente, os partidos regionais estão associados a movimentos sociais específicos de cada região.

## Partidos ativos
| Nome                                 | Sigla  | Presidente                 | Data de registro       | Posição/Ideologia |
| ------------------------------------ | ------ | -------------------------- | ---------------------- | ----------------- |
| Partido da Ação Nacional             | PAN    | Marko Cortés Mendoza       | 16 de setembro de 1939 | Direita           |
| Partido Revolucionário Institucional | PRI    | Alejandro Moreno Cardenas  | 18 de janeiro de 1946  | Centro-direita    |
| Partido da Revolução Democrática     | PRD    | Jesús Zambrano Grijalva    | 5 de maio de 1989      | Centro-esquerda   |
| Partido do Trabalho                  | PT     | Alberto Anaya              | 8 de dezembro de 1990  | Esquerda          |
| Partido Verde                        | PVEM   | Karen Castrejón Trujillo   | 14 de maio de 1993     | Centro            |
| Movimento Cidadão                    | MC     | Dante Delgado Rannauro     | 1 de agosto de 1998    | Centro-esquerda   |
| Movimento Regeneração Nacional       | Morena | Mario Delgado Carillo      | 9 de julho de 2014     | Centro-esquerda   |
| Partido Encontro Solidário           | PES    | Hugo Eric Flores Cervantes | 4 de setembro de 2020  | Centro-direita    |